# Garde (unité militaire)
Pour les articles homonymes, voir Garde.
 (août 2022).
La garde comme unité militaire désigne différentes classes de troupes comme une unité d'élite utilisée par le commandant en chef comme dernier recours. Elle peut aussi désigner une unité de réserve ou de milice. Elle peut désigner une unité rattachée à la sécurité du souverain.
Il arrive souvent, avec le temps, que des troupes constituées à l'origine pour la sécurité du souverain deviennent des troupes de combattants d'élite (la garde prétorienne et toutes les gardes impériales) ou qu'une milice devienne régulière (la garde nationale française de la Révolution).

## La garde en tant qu'unité de sécurité
- Garde républicaine (France)
- Garde (Vichy)
- Coldstream Guards
- Garde royale de Jordanie
- Garde royale marocaine
- Garde suisse pontificale
- Garde civile zaïroise

## La garde en tant que milice
- Garde nationale : Au début de la Révolution française, la garde nationale était considérée comme une milice.

## La garde en tant que réserve
- Garde nationale des États-Unis

## La Garde en tant qu'élite

### En France
- Régiment des Gardes françaises
- Garde nationale
- Garde impériale (Premier Empire)
- Garde impériale (Second Empire)
- Garde républicaine (France)

### Autres pays
- Garde perse
- Garde prétorienne
- Garde impériale (Russie)
- Garde soviétique

## Dans la fiction
- La garde de Nuit est, dans la saga Le Trône de fer écrite par George R. R. Martin, une organisation militaire existant depuis plusieurs milliers d'années (au moins depuis 8 000 ans), chargée de la défense de la frontière Nord des Sept Couronnes.
- Dans la saga Star Wars, la garde royale veille à la protection rapprochée du chancelier suprême puis empereur Palpatine. Cette unité d'élite est constituée de mâles humains non-clonés et dévoués à leur chef jusqu'à la mort. Ils sont également appelés « gardes rouges » en raison de la couleur de leur uniforme, un casque, une armure intégrale et une toge rouge ample de couleur écarlate.
- Dans l'univers de Warhammer 40 000, la garde impériale est la force militaire la plus importante de l'Imperium en termes d'effectifs. Elle compte plus d'un milliard de milliard de soldats humains, utilisant un équipement globalement semblable à celui des armées actuelles. La différence majeure est l'utilisation intensive des armes laser et des Titans, des machines humanoïdes colossales. La garde a pour mission de stabiliser les planètes conquise par les Space Marines, et de mater toute révolte.